# Río Araza
Der Río Araza (auch Río Marcapata) ist ein 135 km langer linker Nebenfluss des Río Inambari in Südost-Peru in der Provinz Quispicanchi der Verwaltungsregion Cusco. Er ist der wasserreichste Nebenfluss des Río Inambari.

## Flusslauf
Der Río Araza entspringt auf einer Höhe von etwa 4500 m im Norden der Cordillera Vilcanota an der Südostflanke des Huillolluni (5068 m). Der Río Araza fließt anfangs 8 km in Richtung Südsüdost. Anschließend verläuft er 20 km nach Osten sowie 10 km nach Nordosten. Auf diesem Abschnitt nimmt er drei Nebenflüsse von rechts auf, die einen vergletscherten Teil der Cordillera Vilcanota nach Norden hin entwässern. Ab Flusskilometer 117 verläuft die Fernstraße Transoceánica (Nationalstraße 30C) von Cusco nach Puerto Maldonado entlang dem Flusslauf. Bei Flusskilometer 111 befindet sich der Ort Marcapata, Verwaltungssitz des gleichnamigen Distriktes, oberhalb des südlichen Flussufers. Der Río Araza strömt nun 10 km nach Norden, bevor er sich auf den folgenden 30 km nach Nordosten wendet. Die restliche Fließstrecke verläuft er in überwiegend östlicher Richtung. Bei Flusskilometer 52 befindet sich der Ort Quincemil, Verwaltungszentrum des Distriktes Camanti, am linken Flussufer. Größere Nebenflüsse am Mittel- und Unterlauf des Río Araza sind Río Japumayo (links), Río Azulmayo (rechts), Río Nusiniscato (links) sowie Río Camanti und Río Nojonunta (beide von rechts). Der Río Araza mündet schließlich auf einer Höhe von etwa 350 m oberhalb der Straßenbrücke Puente Inambari in den Río Inambari.

## Einzugsgebiet und Hydrologie
Der Río Araza entwässert ein Areal von etwa 4575 km². Die nördliche Wasserscheide bildet die Grenze zur Verwaltungsregion Madre de Dios, die östliche Wasserscheide die Grenze zur Verwaltungsregion Puno. Im Norden liegt das Einzugsgebiet des Río Colorado, im Westen das des Río Alto Madre de Dios sowie im Osten das des Río San Gabán. Im Süden verläuft die vergletscherte Gebirgskette Cordillera de Vilcanota, die Teil der peruanischen Ostkordillere ist. Der mittlere Abfluss des Río Araza beträgt 310 m³/s.